# 范文 (景泰進士)
文（1433年—？），字德彰，浙江台州府臨海縣人，民籍，明朝政治人物。進士出身。

## 生平
浙江鄉試第一百四十二名。景泰五年（1454年）甲戌科會試第二十七名，殿試登進士第二甲第一百一十一名。

## 家族
曾祖范仲善（另有作范用善）。祖父范居安。父亲范宗，曾任知府。